# Campagne mobile
Une campagne mobile est une campagne, généralement liée au marketing, à la publicité ou aux relations publiques, par laquelle les organisations contactent leur public par SMS (messages texte). Cette forme de campagne permet aux organisations d'atteindre et d'établir des relations avec un public d'une manière plus individualisée et intime. La fonction fondamentale des campagnes mobiles est régulièrement appelée marketing mobile.  

## Description
Le but d'une campagne peut avoir des objectifs variés en matière de consommation des consommateurs, notamment l'affichage (montrer une image), l'information (texte informatif / informations sur le produit) ou l'engagement (réponse ou clic requis). Les campagnes mobiles sont passées de la périphérie de la publicité à une partie intégrante d'une stratégie de marketing efficace. La publicité en ligne représente la deuxième plus grande dépense publicitaire avec 113 milliards de dollars, après les 196,5 milliards de dollars de la télévision (chiffres de 2013). Près de l'introduction des campagnes mobiles, elles ont été principalement créées pour renforcer l'impact des campagnes primaires. Un bon exemple de l'une des premières campagnes mobiles est le système de vote des téléspectateurs utilisé dans American Idol. En reprenant l'exemple d'American Idol, la campagne primaire était télévisée, et l'engagement était mobile, « regardez cette émission, et envoyez un SMS pour voter ». En 2012, il y a eu plus de 131 millions de votes en une seule nuit, établissant ainsi le record mondial de votes mobiles. Avec plus de 90 % des Américains possédant un téléphone portable et plus de 6,8 milliards de téléphones portables en circulation dans le monde, contre 2,4 milliards ayant accès à Internet, les campagnes mobiles sont en passe de devenir la voie de l'avenir en matière de publicité et d'engagement des consommateurs. 

## Distribution
Alors que les annonceurs améliorent les stratégies existantes pour atteindre les clients potentiels, les progrès technologiques créent de nouveaux moyens d'interaction entre les consommateurs et les entreprises. De nouvelles technologies sont en cours de développement afin de maximiser l'efficacité de l'appareil mobile d'une personne en tant que plateforme de marketing personnel, y compris la facilitation du téléphone intelligent doté d'un GPS pour fournir des services de localisation et des coupons à proximité. Les éléments des campagnes mobiles peuvent être distribués par des publicités dans des applications, des messages texte ou des courriels et peuvent inclure une combinaison des éléments suivants :
- Texte pour voter :

       Cette méthode d'engagement de l'utilisateur mobile implique qu'une liste de choix soit fournie par un fournisseur de contenu pour que le consommateur puisse voter. Il peut s'agir d'une émission de télévision, d'un film, d'un match de baseball ou autre.
- Texto pour gagner :

       Offre aux utilisateurs mobiles la possibilité d'envoyer leurs informations par SMS à un numéro prédéfini afin de participer au tirage au sort.
- Cliquez pour appeler :

       Une alerte par sms, e-mail ou application est envoyée à un utilisateur mobile, généralement avec un numéro de téléphone, afin de rendre possible un point de connexion unique. Les annonceurs trouvent là un excellent moyen d'informer les clients sur leurs produits ou d'engager une conversation sur la liste des produits qu'ils proposent.
- Cliquez pour commander des brochures :

       Les utilisateurs ont la possibilité de recevoir des documents imprimés ou promotionnels supplémentaires en fournissant leur adresse électronique ou leur code postal et des informations complémentaires.
- Cliquez pour recevoir des coupons mobiles :

       Les utilisateurs de mobiles ont la possibilité de recevoir des coupons d'un fournisseur de contenu sur la base de données spécifiées par l'utilisateur ou directement liées à une publicité. (L'application FourSquare est devenue un système populaire de distribution de coupons par GPS).
- Cliquer pour acheter :

       Les utilisateurs de mobiles reçoivent un lien ou un accès direct à l'achat d'un produit ou d'un service qui peut inclure une forme de paiement mobile, par carte de crédit ou de type paypal.
- Cliquer pour télécharger du contenu :

       Les utilisateurs mobiles téléchargent du contenu à partir du fournisseur de contenu. Il peut s'agir d'applications mobiles, de sonneries, de fonds d'écran, etc. Cette méthode est très populaire pour échanger des données personnelles, s'enregistrer, répondre à une enquête ou regarder de la publicité.
- Cliquer pour entrer sur des sites web mobiles de marque : Les utilisateurs mobiles cliquent sur une bannière pour se connecter à un site Web mobile spécifique à la campagne.

       Cliquer pour transférer le contenu : Les utilisateurs mobiles ont la possibilité de transférer du contenu ou de la publicité à un contact, créant ainsi un effet de campagne virale.
- Cliquer / envoyer un texte pour faire un don :

       Les organismes à but non lucratif ont reçu l'autorisation des pouvoirs publics en 2005 (Canada, États-Unis, Mexique, Royaume-Uni) de lancer des programmes « Text to Donate » dans le cadre desquels les utilisateurs de téléphones mobiles peuvent envoyer un message à un numéro spécial pour faire un don qui sera ensuite déduit de leur facture de téléphone. L'une des campagnes les plus réussies au monde a été « Haïti », au cours de laquelle la Croix-Rouge américaine a collecté plus de 32 millions de dollars pour l'aide à Haïti.